# Ra (prowincja)
Ra – prowincja w Fidżi, w Dystrykcie Zachodnim. Zajmuje północną część wyspy Viti Levu. Powierzchnia prowincji wynosi 1340 km², a jej populacja wynosiła w 2007 roku 29 470 mieszkańców. Głównym miastem prowincji jest Rakiraki.